# Ludovico Barbo
Ludovico Barbo, O.S.A. (1381–1443), conocido también como Luigi Barbo, fue una figura significativa en el movimiento para reformar la vida monástica en el norte de Italia durante el siglo XV. Originalmente un canónigo de la comunidad que habría de convertirse en los Canónigos Regulares de San Giorgio in Alga, murió como abad benedictino y obispo de Treviso (1437-1443).

## Biografía
Como un joven noble (nacido en la familia Barbo) de la República de Venecia, en 1397 Barbo recibió como beneficio eclesiástico el cargo de abad comendador de un monasterio de frailes agustinos en la remota isla de San Giorgio in Alga. Durante tal período fue influenciado por la predicación de un canónigo regular itinerante, Bernardo de Roma, quien estaba promoviendo la nueva forma de espiritualidad conocida como Devotio Moderna, que se había desarrollado en los Países Bajos. Por medio de su hermano, Francesco, supo de un par de primos, Antonio Correr y Gabriele Condulmer (luego Papa Eugenio IV), discípulos también de Bartolomeo y quienes seguían un estilo de vida modelado en el de los Hermanos de la Vida Común. Inspirado por su forma de vida, en 1404 les entregó el monasterio casi en ruinas, y pronto tanto él como su hermano se unieron a la comunidad, en la que también estaba Lorenzo Justiniano, posteriormente declarado santo.
El 30 de noviembre de ese año, el nuevo monasterio había crecido ya a 17 miembros, todos parte del clero, y recibió la aprobación formal del Papa Bonifacio IX. Si bien seguían principalmente la vida de una orden religiosa de clausura, los canónigos del monasterio observaban exitosamente la vida del claustro sin hacer votos religiosos y servían asimismo en una forma limitada de ministerio cristiano a las gentes de la República. El suceso de la comunidad llevó a que comunidades de canónigos de la región adoptaran su formato, lo que conllevó a la formación de una nueva congregación de canónigos, presidida desde la isla de San Giorgio.
Junto con Justiniano, quien se había convertido en el líder del Priorato de San Agustín en Vicenza, Barbo recibió la tarea de reformar el clero y las instituciones monásticas en Italia. Ambos veían en la oración metódica y la meditación cristiana herramientas esenciales para la reforma. Como parte de tal programa, en 1408 el Papa Gregorio XII lo nombró como abad de la Benedictina Abadía de Santa Justina en Padua, donde se convirtió en monje benedictino, y con la ayuda de tres canónigos de San Giorgio di Alga trabajó para reformar la vida de la comunidad monástica. A pesar de su edad relativamente joven de 27 años, Barbo logró el éxito en sus esfuerzos y la abadía floreció a un punto tal que se convirtió también en el centro de una congregación de monasterios que siguieron su forma de vida.
Una de las reformas implementadas por Barbo fue la de permitir a sus monjes dormir en celdas separadas, reforma que es considerada un paso importante en la mejora de la espiritualidad al brindarles más soledad. Muchas de las reformas que instituyó Barbo fueron adoptadas pronto en otros monasterios. Al momento de su muerte había reformado 16 monasterios, entre ellos el de la Basílica de San Pablo Extramuros en Roma.